# Wapen van Greonterp

Wapen van Greonterp

Het wapen van Greonterp is het dorpswapen van het Nederlandse dorp Greonterp, in de Friese gemeente Súdwest-Fryslân. Het wapen werd in 1969 geregistreerd.

## Beschrijving
De blazoenering van het wapen in het Fries luidt als volgt:
Skeanoer fan loftsboppe fan sulver en blau ; yn sulver in read pompeblêd skean-rjochts pleatst.
De Nederlandse vertaling luidt als volgt: 
Schuin overdwars van linksboven van zilver en blauw ; in zilver een rood pomeplêd schuin-rechts geplaatst.
De heraldische kleuren zijn: zilver (zilver), azuur (blauw) en keel (rood).

## Zie ook

Vlag van Greonterp